# Seventh Avenue
Seventh Avenue er en gade i New York City. Den er forbundet med Broadway og er en del af Times Square. Der ligger butikker som Rachles, Butcher og Peirre på gaden.
40°45′55″N 73°58′49″V / 40.7652°N 73.9803°V